# Queen of Tears

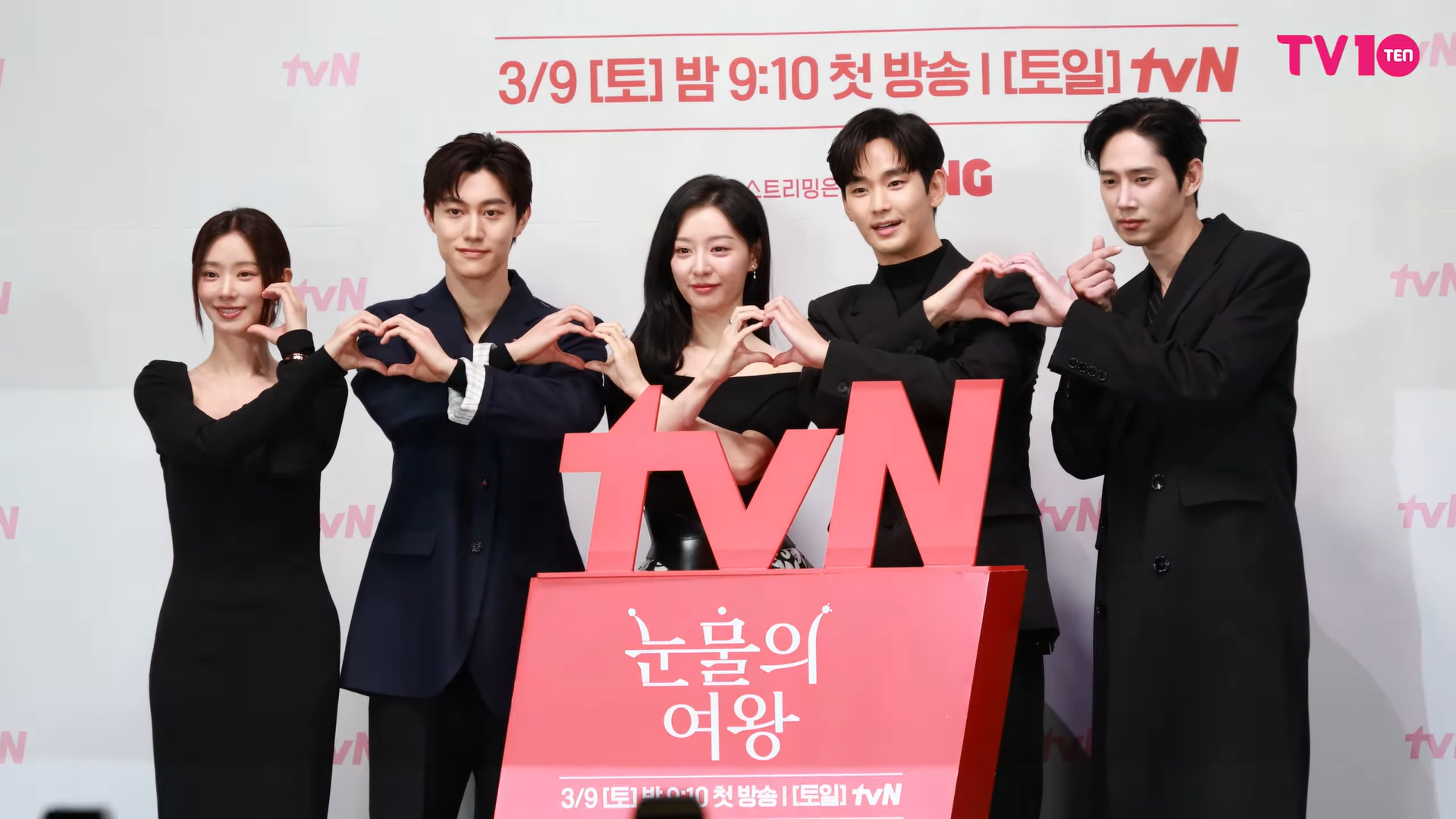
Gruppenfoto bei der Vorstellung von Queen of Tears am 7. März 2024

Queen of Tears (눈물의 여왕, RR Nunmul-ui yeowang) ist eine südkoreanische Fernsehserie mit Kim Soo-hyun und Kim Ji-won. Sie besteht aus 16 Episoden und wurde vom 9. März 2024 bis zum 28. April 2024 auf tvN ausgestrahlt. Kurz nach ihrer TV-Ausstrahlung in Südkorea wurden die einzelnen Episoden der Serie im deutschsprachigen Raum auf Netflix veröffentlicht.
Queen of Tears erreichte für seine letzte Folge eine landesweite Einschaltquote von 24,850 % und wurde zur bestbewerteten tvN-Serie, die Crash Landing on You übertraf. Sie wurde auch die drittbestbewertete Serie in der Geschichte des koreanischen Kabelfernsehens hinsichtlich der Einschaltquoten und die zweitbeste hinsichtlich der Zuschauerzahlen.

## Handlung
Die Serie schildert die Krise und das Wiederaufflammen der Liebe zwischen Hong Hae-in, einer Chaebol-Erbin in dritter Generation der Queens Group, und Baek Hyun-woo, dem Sohn von Bauern aus Yongdu-ri, und ihre dreijährige Ehe.

## Hintergrund
Teile der Serie wurden in Deutschland gedreht. Das Paar Hong Hae-in und Baek Hyun-woo verbringt hier die Flitterwochen. Im Laufe der Serie kehren beide mehrfach wieder nach Deutschland zurück.
Viele Schlüsselszenen der Hauptfiguren spielen in Potsdam, der ersten und bisher einzigen UNESCO-Filmstadt in Deutschland. Hier kann das Paar fernab der heimischen Probleme „ohne Sorgen“ sein: Der Park und das Schloss Sanssouci sind in mehreren Folgen immer wiederkehrende Motive und werden zum Glücks- und Sehnsuchtsort der beiden. Aufnahmen zeigen verschiedene Parkteile und ihr „Liebesschloss“ im Sommer und Winter. In der fünften Folge spielt der deutsche Schauspieler Dieter Hallervorden dort einen Parkwächter. Weitere Drehorte in Potsdam sind für dieselbe Folge die Freundschaftsinsel und der Otto-Braun-Platz am Ufer der Alten Fahrt direkt in der historischen Mitte Potsdams.
In der sechsten Folge der Serie sucht das Paar nach ihrem „Liebesschloss der anderen Art“: am Eisernen Steg in Frankfurt am Main findet sich ihr Hängeschloss mit ihren Namen wieder. Weitere Szenen finden am Frankfurter Roßmarkt und am beliebten Dönerboot statt.
In Berlin entstanden Aufnahmen an den Orten Alter St.-Matthäus-Kirchhof, Berliner Dom, Hotel de Rome (Dachterrasse), Museumsinsel, Neptunbrunnen und Winterfeldtmarkt.

## Besetzung

### Hauptbesetzung
- Kim Soo-hyun als Baek Hyun-woo[4][5]
- Kim Ji-won als Hong Hae-in[4][5]
- Park Sung-hoon als Yoon Eun-sung / David Yoon[4][5]
- Kwak Dong-yeon als Hong Soo-cheol[4][5]
- Lee Joo-bin als Cheon Da-hye[4][5]

### Nebenbesetzung

#### Hae-ins Familie
- Kim Kap-soo als Hong Man-dae[6]
- Lee Mi-sook als Moh Seul-hee[6]
- Jung Jin-young als Hong Beom-jun[6]
- Na Young-hee als Kim Seon-hwa[6]
- Kim Jung-nan als Hong Beom-ja[6]
- Goo Shi-woo als Hong Geon-u[7]
- Park Yoon-hee als Hong Beom-seok[8]
- Ko Dong-ha als Hong Su-wan

#### Hyun-woos Familie
- Jeon Bae-soo als Baek Du-gwan[6]
- Hwang Young-hee als Jeon Bong-ae[6]
- Kim Do-hyun als Baek Hyun-tae[6]
- Jang Yoon-ju als Baek Mi-seon[6]
- Kim Dong-ha als Baek Ho-yeol[9]

Hyun-tae's son.

#### Yongdu-ri
- Kim Young-min as Yong-song[10]
- Park Jung-pyo als Chun-sik[10]
- Shim Woo-sung als Park Seok-hoon[10]
- Park Sung-yeon als Kang-mi[10]
- Lee Soo-ji als Bang-sil[10]
- Lee Ji-hye als Hyun-jung[10]
- Kim Do-jin als Boxschüler[10]

#### Andere
- Kim Joo-ryoung als Grace Ko / Ko Jeong-ja[11]
- Yoon Bo-mi als Na Chae-yeon[12]
- Moon Tae-yu als Kim Yang-ki[13]
- Jeong Ji-hwan als Kim Min-gyu[14]

## Episodenliste
| Nr. | Deutscher Titel | Originaltitel | Erstausstrahlung (Südkorea) | Deutschsprachige Erstveröffentlichung (D/A/CH) |
| --- | --------------- | ------------- | --------------------------- | ---------------------------------------------- |
| 1   | Folge 1         | 1화           | 9. März 2024                | 9. März 2024                                   |
| 2   | Folge 2         | 2화           | 10. März 2024               | 10. März 2024                                  |
| 3   | Folge 3         | 3화           | 16. März 2024               | 16. März 2024                                  |
| 4   | Folge 4         | 4화           | 17. März 2024               | 17. März 2024                                  |
| 5   | Folge 5         | 5화           | 23. März 2024               | 23. März 2024                                  |
| 6   | Folge 6         | 6화           | 24. März 2024               | 24. März 2024                                  |
| 7   | Folge 7         | 7화           | 30. März 2024               | 30. März 2024                                  |
| 8   | Folge 8         | 8화           | 31. März 2024               | 31. März 2024                                  |
| 9   | Folge 9         | 9화           | 6. Apr. 2024                | 6. Apr. 2024                                   |
| 10  | Folge 10        | 10화          | 7. Apr. 2024                | 7. Apr. 2024                                   |
| 11  | Folge 11        | 11화          | 13. Apr. 2024               | 13. Apr. 2024                                  |
| 12  | Folge 12        | 12화          | 14. Apr. 2024               | 14. Apr. 2024                                  |
| 13  | Folge 13        | 13화          | 20. Apr. 2024               | 20. Apr. 2024                                  |
| 14  | Folge 14        | 14화          | 21. Apr. 2024               | 21. Apr. 2024                                  |
| 15  | Folge 15        | 15화          | 26. Apr. 2024               | 26. Apr. 2024                                  |
| 16  | Folge 16        | 16화          | 27. Apr. 2024               | 27. Apr. 2024                                  |